# Jane Sandanski Arena
Jane Sandanski (makedonsk: Спортскиот центар „Јане Сандански“ og Сала „Јане Сандански“ er en multiarena i Skopje, Makedonien med plads til 7.500 tilskuere. Arenaen benyttes af RK Vardar, ZRK Vardar og KK MZT Skopje. 
Arenaen er opkaldt efter den makedonske revolutionær Jane Sandanski.